# Maurice Abiteboul
 (juillet 2015).
Si vous disposez d'ouvrages ou d'articles de référence ou si vous connaissez des sites web de qualité traitant du thème abordé ici, merci de compléter l'article en donnant les références utiles à sa vérifiabilité et en les liant à la section « Notes et références ».
Pour les articles homonymes, voir Abiteboul.
Maurice Abiteboul, né le 30 novembre 1936 à Oran (Algérie), est un professeur émérite de première classe ayant enseigné la littérature et la civilisation anglaises de la Renaissance à l’université d'Avignon. 

## Biographie
Agrégé d'anglais, il est l'auteur d’une thèse de doctorat d’État, Les rapports de l’éthique et de l’esthétique chez Tourneur, Webster et Middleton. Devenu professeur, il publie essentiellement des recherches sur le théâtre élisabéthain, notamment Le drame jacobéen et la crise de la Renaissance (Avignon, PU, 1992), L'esthétique de la tragédie jacobéenne (Avignon, PU, 1993) et Théâtre et spiritualité au temps de Shakespeare (Avignon, PU, 1995), et sur les théâtres anglophones du XXe siècle. 
Il contribue à la rédaction du Dictionnaire Shakespeare (Paris, Ellipses, 2005) et coordonne plusieurs ouvrages collectifs concernant des œuvres de Shakespeare, parus aux Éditions du Temps à Paris : sur Hamlet (1996), sur As You Like It (1997), sur Venus and Adonis (1998) et sur Richard III (1999). 
Il dirige également le groupe de recherche « Mythes, Croyances et Religions dans le monde anglo-saxon », et édite une dizaine de numéros de la revue du même nom (qu’il a cofondée et dirigée de 1988 à 1998). Il dirige et édite, depuis sa fondation en 1991, la revue Théâtres du Monde dont il a coordonné tous les numéros. Il dirige enfin la collection « Theatrum Mundi » (Université d’Avignon, ARIAS) et est le cofondateur de la Société Française Shakespeare (SFS). 
Il est également l'auteur d’œuvres littéraires, dont deux recueils de nouvelles, Marcel Proust et ma mère (L’Harmattan, 2009) ; Dernières nouvelles du paradis (Editions Edilivre, 2018), un roman, Encore un virage avant la dernière ligne droite (L’Harmattan, 2009) et de plusieurs recueils de poèmes, Traces (Persée, 2011) ; Ce minuscule printemps qui ne sera qu'une fois (KDP, 2019). Il est l'auteur d’une pièce de théâtre, Hamlet n’est pas mort (CreateSpace, 2012) et de plusieurs recueils de poèmes et de textes brefs, publiés aux Éditions Édilivre.

## Distinctions
- Chevalier de l'ordre des Palmes académiques.

## Œuvres

### Ouvrages et essais critiques
- Les rapports de l’éthique et de l’esthétique chez Cyril Tourneur, John Webster et Thomas Middleton : trois moments de la sensibilité jacobéenne, Lille, ANRT[3] 1986, 4 vol., 1647 p. + 54 planches.
- Le drame jacobéen et la crise de la Renaissance, Avignon, ARIAS, coll. « Theatrum Mundi », 1992, 136 p.
- Le théâtre au temps de Shakespeare : l’esthétique de la tragédie jacobéenne, Avignon, ARIAS, coll. « Theatrum Mundi »; 1993, 264 p.
- L'univers tragique de Tourneur, Webster et Middleton, Avignon, ARIAS, coll. « Theatrum Mundi », 1994, 74 p.
- Théâtre et spiritualité au temps de Shakespeare, Avignon, ARIAS, coll. « Theatrum Mundi », 1995, 640 p.
- « News from Nowhere » de William Morris : la tradition utopique et l’esprit du temps, Nantes, Éditions du Temps, 2004, 190 p.  (ISBN 2842743075)
- Le monde de Shakespeare : Shakespeare et ses contemporains entre tradition et modernité, Nantes, Éditions du Temps, 2005, 415 p.  (ISBN 284274313X)
- Dictionnaire Shakespeare [et all., dir. Henri Suhamy] [il a rédigé notamment les entrées concernant « baroque (esthétique) », « justice », « scélérat (villain) », « spiritualité (et sacré)», « Tourneur », « vengeance » et « Webster »], Paris, Ellipses, 2005.
- Qui est Hamlet ? : problèmes et enjeux dans « Hamlet » de William Shakespeare, Paris, L’Harmattan, 2007, 241 p.
- Dames de cœur et femmes de tête : la femme dans le théâtre de Shakespeare, Paris, L’Harmattan, 2008, 256 p.
- Mythologie et Histoire dans la littérature anglaise : de « Beowulf » au « Seigneur des Anneaux » et le cycle arthurien à travers les siècles, Charleston, CreateSpace, 2012, 132 p.
- L'esprit de la comédie shakespearienne, Paris, L’Harmattan, 2013, 430 p.
- Être ou ne pas être Hamlet ?, Charleston, CreateSpace, 2017, 300 p.
- Être ou ne pas être Hamlet ? (2e édition, revue et augmentée), KDP, 2018, 355 p.

### Œuvres littéraires
- Marcel Proust et ma mère, recueil de nouvelles (L’Harmattan, 2009).  (ISBN 2296079520)
- Encore un virage avant la dernière ligne droite, roman (L'Harmattan, 2009).  (ISBN 2296091652)
- Traces poèmes (Editions Persée, 2011).
- Le Cabinet de Curiosités, poèmes et textes brefs (éditions Édilivre, 2012).
- Par les temps qui courent, poèmes et textes brefs (éditions Édilivre, 2012).
- Mes Îles Borromées, poèmes et textes brefs (éditions Édilivre, 2012).
- Itinéraire bis (réunissant en un seul volume les trois ouvrages précédents), poèmes et textes brefs (éditions Édilivre, 2012).
- Hamlet n'est pas mort, ou A chacun son nombril, théâtre (Charleston, CreateSpace, 2012).
- Le Temps des solitudes remarquables, poèmes et textes brefs (éditions Édilivre, 2013),
- Le Temps des solitudes ordinaires, poèmes et textes brefs (éditions Édilivre, 2014).
- Le Temps de toutes les solitudes (reprenant ces deux derniers titres en un seul volume) (éditions Édilivre, 2014).
- Le Livre du silence, poèmes et textes brefs (éditions Édilivre, 2015).
- Le Livre des promesses, poèmes et textes brefs (éditions Édilivre, 2015).
- L'Humeur vagabonde, entre silence et promesse, poèmes et textes brefs (éditions Édilivre, 2015), qui reprend les deux titres précédents en un seul volume.
- Dernières nouvelles du paradis, recueil de nouvelles (éditions Éditions Édilivre, 2018, 168 p.).
- Ce minuscule printemps qui ne sera qu'une fois, poèmes de jeunesse (KDP, 2019, 170 p.).
- "Primum vivere...", un kaléidoscope (KDP, 2024, 329 p.).

## Autres
Un livre d’hommages (« mélanges ») lui a été consacré en 2001 : Mélanges en l’honneur de Maurice Abiteboul, Avignon, Association de recherches internationales sur les arts du spectacle (ARIAS), 275 p..
Un second livre d'hommages lui a été consacré en 2020 : Hommage à Maurice Abiteboul pour les trente ans de Théâtres du Monde, Avignon Université, Association de Recherches Internationales sur les Arts du Spectacle, Cahier hors série n° 4 de Théâtres du Monde (2020), 385 p..